# Liechtensteins flag
Liechtensteins flag består af to lige, horisontale bånd i blåt (øverst) og rødt, med en hertugkrone i guld på det blå bånd. Kronen kom med i 1937, efter at man under OL 1936 i Berlin opdagede, at flaget ellers var identisk med Haitis flag. Udformningen af kronen gennemgik mindre ændringer i 1982.